# Anser serrirostris
L'oca granaiola della tundra (Anser serrirostris Gould, 1852) è un uccello della famiglia Anatidae.

## Descrizione

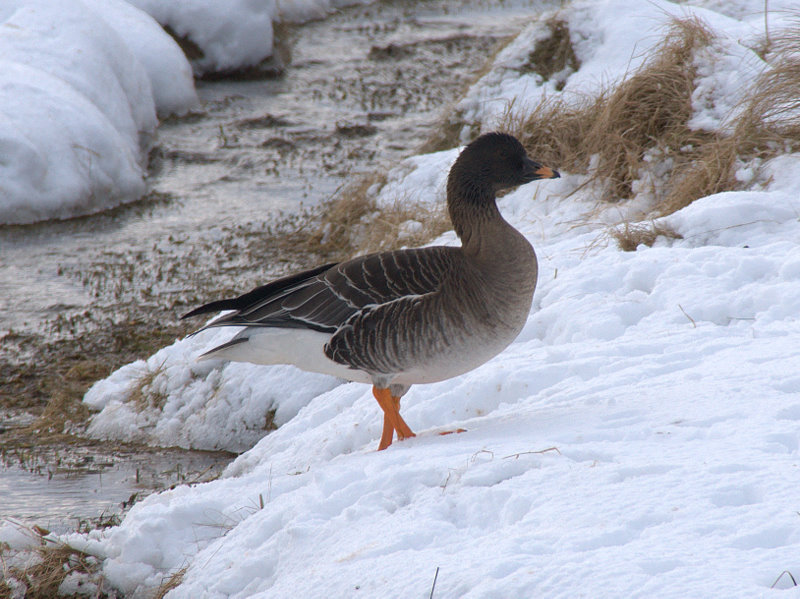

L'oca granaiola della tundra presenta una tipica struttura da oca, con collo allungato, testa più o meno arrotondata e corpo grande e massiccio, lungo 65-80 cm. La colorazione del piumaggio è prevalentemente bruno-grigiastra, con ali uniformemente marrone nerastre ed un netto contrasto tra il ventre bianco ed il dorso bruno scuro. Il becco è scuro con una barra arancione e le zampe sono arancioni. Quest'ultimo carattere consente di differenziarla facilmente da Anser brachyrhynchus che ha zampe di un vivace colore rosa carnicino.

## Biologia
È una specie gregaria che durante la migrazione percorre lunghe distanze nella tipica formazione a "V".
Si nutre di cereali e leguminose.
Il suo richiamo è un "aik-aik" bisillabico alto e acuto.

## Distribuzione e habitat
L'oca granaiola della tundra nidifica nell'estremo nord dell'Eurasia, dalla penisola di Kanin al Mare di Bering e sverna in Europa, Turkestan, Cina e Giappone. In Italia stormi erratici possono essere osservati sia lungo le aree costiere del mar Tirreno e dell'Adriatico settentrionale che in zone umide interne del Nord-Italia; accidentalmente la specie è stata osservata fino alla Sicilia e alle isole Maltesi. Siti di svernamento sono stati segnalati nella fascia lagunare veneto-friulana, nell'Emilia-Romagna orientale e nella zona del Tavoliere delle Puglie.

## Tassonomia
Considerata in passato come sottospecie di Anser fabalis, è attualmente riconosciuta come specie a sé stante.
Sono note due sottospecie:
- Anser serrirostris rossicus Buturlin, 1933 diffusa in Russia settentrionale e Siberia nord-occidentale
- Anser serrirostris serrirostris Gould, 1852 diffusa in Siberia nord-orientale